# Al Judi-bjerget
Al Judi-bjerget (også Mount Judi, Jūdī, Cudi, Cûdî, Qardū) er et 2.089 meter højt bjerg i det sydøstlige Tyrkiet. Det var ifølge den Syriske og Armenske tradition der, Noahs Ark strandede, efter Syndfloden,  men den blev i den kristne del af verden forladt, til fordel for traditionen, der sidestillede den bibelske placering med regionens højeste bjerg, Ararats bjerg.